# Nothapodytes nimmoniana
Nothapodytes nimmoniana är en järneksväxtart som först beskrevs av J. Grah., och fick sitt nu gällande namn av D.J. Mabberley. Nothapodytes nimmoniana ingår i släktet Nothapodytes och familjen Stemonuraceae. Inga underarter finns listade i Catalogue of Life.

## Bildgalleri

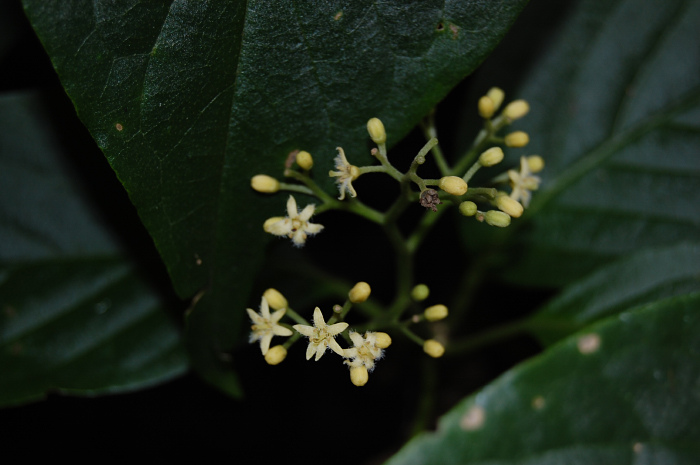
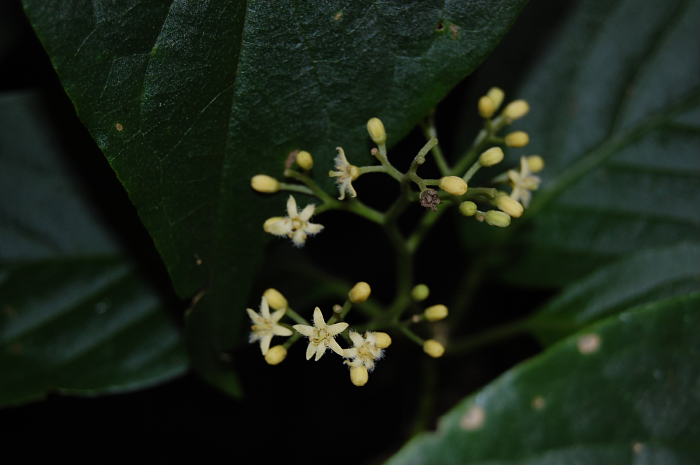